# Antennella avalonia
Antennella avalonia is een hydroïdpoliep uit de familie Halopterididae. De poliep komt uit het geslacht Antennella. Antennella avalonia werd in 1902 voor het eerst wetenschappelijk beschreven door Torrey. 